# تشارلز تانغوي
تشارلز تانغوي (بالفرنسية: Charles Tanguy)‏ هو موزع وملحن فرنسي، ولد في 1845، وتوفي في القرن العشرين.